# 九畹溪镇
九畹溪镇，是中华人民共和国湖北省宜昌市秭归县下辖的一个乡镇级行政单位。

## 行政区划
九畹溪镇下辖以下地区：
周坪村、九畹溪村、桂垭村、界垭村、仙女村、峡口村、金凤村、罗圈荒村、九畹塘村、砚窝台村、中阳坪村、槐树坪村、石柱村和穿心店村。